# Action pour le développement national
Pour les articles homonymes, voir ADN (homonymie).
L'Action pour le développement national (ADN/Door Mu Daanu) est un parti politique sénégalais, dirigé par Mamadou Diop Djamil.

## Histoire
Le parti est officiellement enregistré le 26 juin 1996.
Il participe aux élections législatives de 1998, mais n'obtient aucun siège à l'Assemblée nationale.

## Orientation
Le parti se situe dans la mouvance présidentielle, mais son chef de file a refusé en 2007 la fusion avec le Parti démocratique sénégalais que lui proposait Abdoulaye Wade.

## Symboles
Sa couleur est le violet.  Son symbole est une étoile jaune à 5 branches avec un A majuscule de couleur violette au milieu.

## Organisation
Son siège se trouve à Thiaroye.